# Záhony
Záhony [ˈzaːhoɲ]IPA je město ležící v župě Szabolcs-Szatmár-Bereg v Maďarsku. Je okresním městem okresu Záhony. V lednu 2014 zde žilo 4108 obyvatel. Do podpisu Trianonského míru příslušelo město do Užské župy.

## Poloha, popis
Město se rozprostírá v severovýchodním cípu Maďarska, na severním okraji „Kraje bříz“ (maďarsky Nyírség). Leží v nížině řeky Tisy, na jejím levém břehu, v nadmořské výšce zhruba 103 m. Řeka tu tvoří hranici mezi Ukrajinou a Slovenskem. Rozloha města je 6,87 km².

## Doprava
Městem prochází maďarská  silnice č. 4 – evropská silnice E573, která vede z maďarského města Püspökladány do ukrajinského Užhorodu. Při východním okraji města vede železniční trať. Na obou komunikacích jsou na severním okraji města hraniční přechody do Ukrajiny. Na železniční stanici jsou kolejiště s normálním i se širokým rozchodem. Město je na trati poslední stanicí v Maďarsku na trase Budapešť–Čop.

## Historie
První zmínka o místě pochází ze 14. století. V 19. století zde byla postavena pila a cukrovar. Důležitým krokem pro město bylo v roce 1873 postavení železniční trati. Současně byl také postaven most přes řeku. Za druhé světové války byl most zničen, ale po válce byl brzy postaven nový.

## Partnerská města
- Čierna nad Tisou, Slovensko
- Čop, Ukrajina